# Pour l'exemple (film)
Pour plus de détails, voir Fiche technique et Distribution.
Pour l'exemple (King & Country) est un film de procès britannique de Joseph Losey, sorti sur les écrans en 1964.
Le film se déroule pendant la Première Guerre mondiale. Un soldat est accusé de désertion et son avocat militaire va tout faire pour le sauver du peloton d'excution.

## Synopsis
En 1917, dans les tranchées britanniques de Passchendaele, un soldat de l'armée anglaise, Arthur Hamp, est accusé de désertion après s'être rendu à l'arrière du front pour rentrer chez lui. Lors de son procès militaire, il est défendu par le capitaine Hargreaves. Ce dernier va tout faire pour tenter de sauver la vie de Hamp, qui s'était porté volontaire au début de la guerre et est l'unique survivant de sa compagnie. Lorsqu'on lui demande la raison de sa désertion, il explique simplement avoir décidé de faire une promenade en marchant à pied jusqu'à son domicile à Londres. Après une journée sur la route, il est pris en charge par la police militaire, qui le renvoie à son unité pour passer en cour martiale pour désertion.
Hargreaves est d'abord impatient avec son client qui se révèle être un simple d'esprit mais il finit par s'identifier à sa détresse. Après le témoignage d'un médecin antipathique, dont la solution à tous les maux est de prescrire des laxatifs, Hargreaves ne parvient pas à persuader la cour d'envisager la possibilité que Hamp ait pu souffrir d'un choc traumatique due aux éclatements d'obus. Hamp est finalement reconnu coupable et la recommandation de clémence du tribunal est rejetée par le haut commandement, qui souhaite faire de Hamp un exemple pour soutenir le moral de sa division. Au matin suivant, Hamp est fusillé par un peloton d'exécution sans toutefois être tué sur le coup, ce qui oblige Hargreaves à l'achever avec un revolver.
La famille de Hamp sera plus tard informée qu'il a été tué au combat.

## Fiche technique
- Titre français : Pour l'exemple
- Titre anglais : King & Country
- Réalisateur : Joseph Losey
- Scénario : James L. Hodson (en) et Evan Jones d'après la nouvelle de James L. Hodson
- Producteurs : Joseph Losey, Norman Priggen
- Directeur de la photographie : Denys Coop
- Musique : Larry Adler
- Pays :  Royaume-Uni
- Langue de tournage : anglais
- Durée : 89 minutes
- Noir & blanc
- Genre : Drame et guerre
- Date de sortie : 30 novembre 1965

## Distribution
- Dirk Bogarde : Le capitaine Charles Hargreaves
- Tom Courtenay : Le soldat Arthur Hamp
- Leo McKern : Le capitaine O'Sullivan
- Barry Foster : Le lieutenant Webb
- James Villiers : Le Capitaine Midgley
- Peter Copley : Le colonel
- Jeremy Spenser : Le soldat Sparrow
- Barry Justice : Le lieutenant Prescott
- Vivian Matalon : L'aumônier
- Keith Buckley : Le caporal de la garde
- Derek Partridge : Le capitaine de la Cour martiale
- Brian Tipping : Le lieutenant de la Cour martiale

## Distinctions
- Nomination pour quatre BAFTA
- Sélection officielle en compétition à la Mostra de Venise
  - Coupe Volpi du meilleur acteur pour Tom Courtenay